# フロレンシア・ブスケッツ
フロレンシア・ナターシャ・ブスケッツ・レジェス（Florencia Natasha Busquets Reyes、女性、1989年6月27日 - ）は、アルゼンチンの元バレーボール選手。元アルゼンチン代表。

## 来歴
1989年、アルゼンチンのラヌース出身。2010年にアルゼンチン代表に初選出される。2011年の南米選手権で銀メダルを獲得した。同年11月のワールドカップで三大大会に初出場した。2008-09、2012-13シーズンでアルゼンチン国内リーグでベストブロッカー賞を受賞した。ヨーロッパではルーマニア、スイスリーグでプレーしていた。

## 球歴
- 世界選手権 - 2014年
- ワールドカップ - 2011年
- ワールドグランプリ - 2012年、2013年、2014年

## 所属クラブ
- Ferrocarril Oeste（2006-2007年）
- River Plate（2007-2010年）
- Bell Vóley（2010-2011年）
- Deportivo Géminis（2011-2012年）
- Sporting Cristal（2012-2013年）
- CS Volei Alba-Blaj（2013-2014年）
- Volleyball Franches-Montagnes（2014-2015年）
- C.A. Boca Juniors（2015-2016年）
- Volleyball Franches-Montagnes（2016-2017年）
- Boca Juniors（2017-2018年）